# 이응인
이응인(李應仁)은 조선 중기의 문신이다. 본관은 여주(麗州)이며 경주부 출신이다.

## 생애
경력을 지낸 이통(李通)의 셋째 아들로 출생하였으나, 종숙(從叔)인 이언적의 아들로 입적되었다. 여덟살의 나이에 생모인 이씨의 죽음을 듣고 매우 슬퍼하였으며, 이질에 걸렸다. 온 집안에서 그의 병이 위중하다 하여 고기를 권했으나 끝내 먹지않았다. 사자(嗣子)로 입적된 후 생모인 이씨가 옷을 만들어 보내자, 매일 울며 옷을 만지면서 어머니의 옷이라고 말했다. 후에 양모인 박씨가 내가 너의 어머니이고, 돌아가신 분은 너의 숙모라고 말했다. 그러자 이응인은 두 분 모두가 나의 어머니라고 말했다. 이 말을 듣고 양부 이언적이 매우 기특하게 여겼다고 한다. 음직으로 관직에 나아가 여러 고을의 수령을 지내면서 선정을 베풀어 명성이 높았다. 후에 사옹원판관 역임하였다.

## 가족
- 고조(高祖)
  - 진의부위 증병조참판(振義副尉 贈兵曹參判) 이숭례(李崇禮)
- 증조(曾祖)
  - 훈련원참군 증이조판서(訓鍊院參軍 贈吏曹判書) 이수회(李壽會)
- 조부(祖父)
  - 성균생원 증좌찬성(成均生員 贈左贊成) 이번(李蕃)
- 선고(先考)
  - 좌찬성 여성군 증영의정(左贊成 驪城君 贈領議政) 이언적(李彦迪)
- 서형제(庶兄弟)
  - 증예빈시정(贈禮賓寺正) 이전인(李全仁)
- 서조카(庶姪)
  - 청도군수(淸道郡守) 이준(李浚)
  - 유학(幼學) 이순(李淳)
- 적자(嫡子)
  - 유학(幼學) 이의윤(李宜潤)
  - 유학(幼學) 이의징(李宜澄)
  - 흥해군수(興海郡守) 이의활(李宜活)
  - 하양현감(河陽縣監) 이의잠(李宜潛)
- 서자(庶子)
  - 군자감직장(軍資監直長) 이의온(李宜溫)

## 참고 문헌
- 무첨당선생문집(無忝堂先生文集), 동경잡기(東京雜記), 경주읍지(慶州邑誌), 여주이씨세보(驪州李氏世譜).